# 西诺西泮
西诺西泮（英语：Cinolazepam），以商品名Gerodorm销售，是一种苯二氮䓬类衍生药物。它具有抗焦虑、抗惊厥、镇静和骨骼肌松弛作用。由于其强大的镇静作用，它主要用作催眠药。
它于1978年获得专利，并于1992年投入医疗用途。西诺西泮未获准在美国或加拿大销售。